# Polibuteno
El polibuteno es un polímero orgánico elaborado a partir de una mezcla de 1-buteno, 2-buteno e isobutileno.
Los craqueadores de vapor de etileno C4 también se utilizan como alimentación complementaria para el polibuteno. Es similar al poliisobutileno (PIB), que se produce a partir de isobutileno esencialmente puro elaborado en un complejo C4 de una refinería importante. La presencia de isómeros distintos del isobutileno puede tener varios efectos que incluyen: 1) menor reactividad debido al impedimento estérico en el carbono terminal en, por ejemplo, la fabricación de la fabricación de dispersantes de anhídrido poliisobutenil succínico (PIBSA); 2) las relaciones peso molecular-viscosidad de los dos materiales también pueden ser algo diferentes.

## Aplicaciones
Las aplicaciones de productos industriales incluyen selladores, adhesivos, extensores para masillas utilizadas para sellar techos y ventanas, revestimientos, modificación de polímeros, películas de polietileno pegajosas, cuidado personal, emulsiones de polibuteno. Los polibutenos hidrogenados se utilizan en una amplia variedad de preparaciones cosméticas, como la barra de labios y el brillo de labios. Se utiliza en adhesivos debido a su pegajosidad. El polibuteno encuentra un uso específico en los repelentes de aves y ardillas y es omnipresente como agente activo en las "trampas pegajosas" para ratones e insectos. 
Una propiedad física importante es que los grados de mayor peso molecular se degradan térmicamente a polibutenos de menor peso molecular; estos se evaporan y degradan a monómeros de buteno que también pueden evaporarse. Este mecanismo de despolimerización que permite una volatilización limpia y completa contrasta con los aceites minerales que dejan gomas y lodos o los termoplásticos que se funden y esparcen. La propiedad es muy valiosa para una variedad de aplicaciones. Para la inhibición del humo en combustibles para motores de dos tiempos, el lubricante puede degradarse a temperaturas por debajo de la temperatura de combustión. Para los lubricantes y vehículos eléctricos que pueden estar sujetos a sobrecalentamiento o incendios, el polibuteno no produce un mayor aislamiento (acelerando el sobrecalentamiento) o depósitos de carbón conductivo.
...